# Natálie Czerneková
Natálie Czerneková (* 4. února 1999 Český Těšín) je česká modelka a vítězka soutěže Miss bez hranic 2018.

## Soutěže Miss
Účastnila se soutěže Miss Czech Republic 2018, kde TOP 40 nejkrásnějších dívek Česka. Ve stejném roce také zvítězila v soutěži Miss bez hranic. Probojovala se také do semifinále soutěže Miss Czech Republic 2022.

## Osobní život
Má dvě starší sestry Magdu a Markétu, která se také v minulosti účastnila soutěží krásy a roce 2015 získala titul První vicemiss Karvinsko. V roce 2018 odmaturovala Natálie Czerneková na Gymnáziu v Českém Těšíně. Na Ostravské univerzitě studuje na přírodovědecké fakultě obory biologie a chemie.